# Halberstädter Verkehrs-GmbH
Die Halberstädter Verkehrs-GmbH ist ein am 7. Dezember 1992 gegründetes Verkehrsunternehmen der Stadt Halberstadt; sie ging aus dem VEB Städtischer Nahverkehr Halberstadt hervor. Die Halberstädter Verkehrs-GmbH betreibt den öffentlichen Personennahverkehr in der Stadt Halberstadt mit derzeit zwei Straßenbahnlinien und sechs Stadtbuslinien.

## Geschichte
Die Geschichte der Vorgängerunternehmen reicht bis in das Jahr 1887 zurück. Am 28. Juni jenes Jahres wurde der Pferdebahnbetrieb der Halberstädter Pferdebahn AG gegründet. Im Jahr 1901 beschloss der Magistrat der Stadt, die Bahn zu elektrifizieren. Nachdem dies beschlossen war, übernahm die Stadt am 1. Juli 1902 den Betrieb, der von nun an den Namen Halberstädter Straßenbahn AG führte. Am 2. Mai 1903 wurde der elektrische Straßenbahnbetrieb aufgenommen, nachdem in der Gröperstraße ein neues Straßenbahndepot gebaut wurde.
Ein erster Betrieb mit Omnibussen begann am 2. Oktober 1938 mit einer Linie von der Sternwarte zum Flugplatz. 1939 wurde eine weitere Linie vom Holzmarkt zur Sargstedter Siedlung angeboten.
Im Zweiten Weltkrieg wurden Beschäftigte und Omnibusse zum Kriegsdienst eingezogen. Am 8. April 1945 bis zum 18. August 1945 musste der Straßenbahnbetrieb aufgrund von starken Zerstörungen von Anlagen und Fahrzeugen durch Bombenangriffe. Nach Kriegsende und ersten Aufräumarbeiten konnte mit dem Betrieb ab dem 18. August 1945 wieder begonnen werden.
Am 1. Januar 1950 wurden die Stadtwerke Halberstadt aufgelöst, der Straßenbahnbetrieb kam zum Kommunalen Wirtschaftsunternehmen der Stadt Halberstadt (KWU). Am 1. Mai 1951 wurde die KWU wieder aufgelöst und die VEB (K) Verkehrsbetriebe Halberstadt gebildet.
Im Juni 1951 konnte als erstes Neubau-Fahrzeug ein LOWA-Triebwagen in Dienst stellen. 1953 wurde das neue Verwaltungsgebäude am Friedhof in der Gröperstraße 83 in Betrieb genommen. Der schaffnerlose Betrieb wurde 1966 mit Zahlboxen eingeführt. Seit dem 30. September 1976 befinden sich Entwerter in den Fahrzeugen.
Am 1. Januar 1982 wurde das Unternehmen in das VE Verkehrskombinat Magdeburg als VEB Städtischer Nahverkehr Halberstadt eingegliedert. In diesem blieb es bis zu einem Beschluss des Rates des Bezirks Magdeburg am 25. Mai 1990. Nachdem die Stadt wieder Besitzer des mittlerweile heruntergewirtschafteten Betriebes war, wurde beschlossen, die Straßenbahn beizubehalten. Am 7. Dezember 1992 gegründete man die Halberstädter Verkehrs-GmbH (HVG). Ebenfalls 1992 wurden die ersten Gelenkstraßenbahnwagen GT4 aus den 1960er Jahren, die gebraucht aus Freiburg im Breisgau (Zweirichtungsfahrzeug) und Stuttgart (Einrichtungsfahrzeug) übernommen werden konnten, eingesetzt.
Am 17. Dezember 1997 wurde die Halberstädter Verkehrs-GmbH ein Tochterunternehmen der nosa GmbH, der Holding der Stadt Halberstadt.

## Struktur der Gesellschaft

### Geschäftsführung und Aufsichtsrat
Die Halberstädter Verkehrs-GmbH wird von einer Geschäftsführerin geführt. Zur Geschäftsführerin ist seit 2018 Claudia Stein bestellt. Der Aufsichtsrat besteht aus neun Mitgliedern. Vorsitzender des Aufsichtsrates ist der Halberstädter Oberbürgermeister Andreas Henke. Unter den Mitgliedern des Aufsichtsrates befindet sich der ehemalige Landtagsabgeordnete Detlef Eckert.

### Heute betriebene Linien der HVG

#### Straßenbahnlinien
| Linie | Anfangshaltestelle | Linienverlauf                                                             | Endhaltestelle  | Bemerkung                     |
| 1     | Hauptbahnhof       | H.-Heine-Platz – Fischmarkt – Holzmarkt – Zuckerfabrik                    | Friedhof        | verkehrt nur werktags (mo–sa) |
| 2     | Hauptbahnhof       | H.-Heine-Platz – Landratsamt – Herbingstr. (– Klus) – Holzmarkt – Voigtei | Sargstedter Weg | über Klus nur am Wochenende   |

#### Buslinien
| Linie | Anfangshaltestelle   | Linienverlauf                                                        | Endhaltestelle        | Bemerkung                    |
| 11    | Sargstedter Siedlung | Voigtei – Holzmarkt – FSZ – Herbingstr. – EDEKA                      | Porta                 | nur werktags (mo–sa)         |
| 12    | Wehrstedt            | Hauptbahnhof – H.-Heine-Platz – Holzmarkt – Herbingstr. – FSZ – Klus | Klusberge             |                              |
| 13    | Sargstedt            | Sargstedter Siedlung – Huystr. – AMEOS Klinikum – Holzmarkt          | Hinter dem Sportplatz |                              |
| 14    | Klein Quenstedt      | Friedhof – AMEOS Klinikum                                            | Holzmarkt             | am Wochenende als Rufbus     |
| 15    | Sargstedter Siedlung | Voigtei – Holzmarkt – Kirschallee – Landgraben                       | Hauptbahnhof          | verkehrt nur im Abendverkehr |
| 16    | Ströbeck             | Mahndorf – Velten – Voigtei                                          | Holzmarkt             | verkehrt nur mo–fr           |

### Fahrzeuge

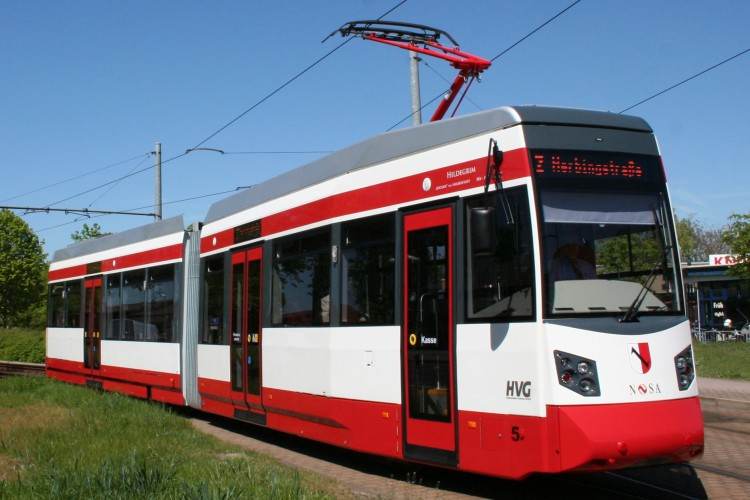
Niederflurwagen des Typ Leoliner

#### Straßenbahnwagen für den Linienverkehr
- 5 Niederflur-Gelenktriebwagen NGTW6-H Leoliner
- 1 Gelenktriebwagen GT4 ER
- 3 Gelenktriebwagen GT4 ZR

#### Busse für den Linienverkehr
- 6 Niederflur-Stadtbusse MAN Lion’s City 12 m, davon 4 mit Erdgasantrieb
- 1 Niederflur-Midibus MAN
- 2 Kleinbusse (15/19 Sitzplätze)